# Велла (Граубюнден)
Велла (нем. Vella) — деревня и бывшая коммуна в Швейцарии, в кантоне Граубюнден. Население составляло 437 человек на 2010 год. Официальный код — 3605. 1 января 2013 года вместе с коммунами Кумбель, Деген, Лумбрайн, Мориссен, Сурауа, Виньонь и Врин вошла в состав новой коммуны Лумнеция.
Входит в состав региона Сурсельва (до 2015 года входила в округ Сурсельва).

## Географическое положение
До слияния площадь Веллы составляла 7,38 км². 69,5 % территории занимают сельскохозяйственные угодья; 18,6 % — леса; 4,6 % — населённые пункты и дороги и оставшиеся 7,3 % не используются (реки, горы, ледники).

## История
Приходская церковь впервые упоминается около 843 года вместе с королевским имением, которое считалось императорской крепостью (романско-готическая конструкция, перестроена в 1661—1662 годах). Приход был очень обширным и включал всю территорию будущей коммуны Лумнеция.
Строительство канатной дороги через долину Люмнеция в 1970 году стимулировало появление домов для отдыха в деревне. В конце XX века доля традиционного сельского хозяйства в экономике деревни уменьшилась, активно развивается строительство и туризм.

## Население
На 2010 году в Велле проживало 437 человек. В 2011 году 24,7 % населения были в возрасте до 19 лет, 57,9 % — от 20 до 64 лет, старше 65 лет были 17,4 %.
На 2000 год 13,6 % населения коммуны были немецкоязычными, 83,9 % — разговаривали на романшском языке, 0,7 % — на итальянском.
Динамика численности населения коммуны по годам:
| 1808 | 1835 | 1850 | 1900 | 1950 | 1990 | 2000 | 2011 |
| ---- | ---- | ---- | ---- | ---- | ---- | ---- | ---- |
| 199  | 301  | 229  | 272  | 418  | 398  | 441  | 437  |

На выборах 2011 года наибольшее количество голосов получила Христианско-демократическая народная партия Швейцарии (55,6 %), за Швейцарскую народную партию проголосовали 18,5 %, за Консервативную демократическую партию Швейцарии — 9,3 %, за Свободную демократическую партию Швейцарии — 7,0 %, за Социал-демократическую партию Швейцарии — 7,0 %.